# Edisons 2019
De uitreiking van de Edisons 2019 vond plaats op 11 februari 2019 in de Gashouder van de Westergasfabriek in Amsterdam. Evenals de voorgaande jaren ging het om een bijeenkomst voor genodigden die niet op tv werd uitgezonden. 
De Edison is een van de oudste muziekprijzen in de wereld en de oudste muziekprijs in Nederland. Sinds 1960 wordt deze onderscheiding voor "geluidsdragers van bijzondere kwaliteit" uitgereikt.
De nominaties werden op 4 december 2018 bekendgemaakt. Dat gebeurde in diverse radio- en tv-programma's bij de publieke en commerciële omroepen. De jury bestond uit Menno de Boer (Radio 538, juryvoorzitter), Annemieke Schollaardt (NPO Radio 2), Birgitte de Winter (AFAS Live), Daniël Dekker (NPO Radio 2), Diederik van Zessen (3FM), Robert Haagsma (muziekjournalist) en Wilbert Mutsaers (Spotify Benelux).
Ilse DeLange won de Edison Oeuvreprijs, maar was met haar actuele werk ook nog een keer genomineerd (voor Beste Song). Nielson was de enige die meer dan één Edison won; hij werd onderscheiden voor Beste Song (IJskoud) en Beste Nederlandstalig (Diamant). André Hazes won zijn tweede Edison in de categorie voor beste Hollandse muziek; zijn vader won in zijn carrière slechts één Edison (plus een oeuvreprijs).

## Winnaars
Per categorie worden de drie genomineerden weergegeven. De winnaar staat in vet gedrukt.
Album
- Douwe Bob - The Shape I'm In
- HAEVN - Eyes Closed
- Wende - Mens

Song
- Ilse DeLange - Lay Your Weapons Down
- Nielson - IJskoud
- Tiësto & Dzeko ft. Preme & Post Malone - Jackie Chan

Pop
- Douwe Bob - The Shape I'm In
- HAEVN - Eyes Closed
- Wulf - (2018 single releases)

Rock
- Afterpartees - Life is Easy
- DeWolff - Thrust
- Jett Rebel - 7

Hip Hop
- Bizzey - November
- Frenna - Francis
- Ronnie Flex - NORI

Dance
- Lucas & Steve - Skyline Worldwide EP
- R3hab - The Wave
- San Holo - album1

Alternative
- Amber Arcades - European Heartbreak
- MY BABY - Mounaiki - By the Bright of Night
- Yorick van Norden - The Jester

Nieuwkomer
- Davina Michelle - Duurt Te Lang
- EUT - Fool For the Vibes
- Pip Blom - Paycheck EP

Hollands
- André Hazes - Anders
- Tino Martin - Thuis Komen Pas de Tranen
- Wesly Bronkhorst - Trots

Nederlandstalig
- Guus Meeuwis - Geluk
- Nielson - Diamant
- Wende - Mens

Videoclip
- Sander van de Broek (regisseur); Donnie (artiest) - Snelle Planga
- Julian Ticona Cuba & The NOISE (regisseurs); Within Temptation ft. Jacoby Shaddix - The Reckoning
- Daniël Adjei (regisseur); Zwart Licht ft. Ray Fuego - Zwarte Hollanders

1960 · 1961 · 1962 · 1963 · 1964 · 1965 · 1966 · 1967 · 1968 · 1969 · 1970 · 1971 · 1972 · 1973 · 1974 · 1975 · 1976 · 1977 · 1978 · 1979 · 1980 · 1981 · 1982 · 1983 · 1984 · 1985 · 1986 · 1987 · 1988 · 1989 · 1990 · 1991 · 1992 · 1993 · 1994 · 1995 · 1996 · 1997 · 1998 · 1999 · 2000 · 2001 · 2002 · 2003 · 2004 · 2005 · 2006 · 2007 · 2008 · 2009 · 2010 · 2011 · 2012 · 2013 · 2014 · 2015 · 2016 · 2017 · 2018 · 2019 · 2020 · 2021 · 2022 · 2023 · 2024